# نيكولا جيرو
نيكولا جيرو (بالفرنسية: Nicolas Giraud)‏
```
هو 
مونتير
 
وكاتب سيناريو
 
ومخرج
 
وممثل
 
فرنسي
، ولد في 12 نوفمبر 1978 
بسانتس
 في 
فرنسا
.
```

## أعمال

### أفلام
- (2008) تيكن[1]
- (2012) فضل الليل على النهار

## وصلات خارجية
- نيكولا جيرو على موقع IMDb (الإنجليزية)
- نيكولا جيرو على موقع ألو سيني (الفرنسية)
- نيكولا جيرو على موقع أول موفي (الإنجليزية)
- نيكولا جيرو على موقع قاعدة بيانات الأفلام السويدية (السويدية)
- نيكولا جيرو على موقع قاعدة بيانات الفيلم (الإنجليزية)
- نيكولا جيرو على موقع كينوبويسك (الروسية)